# Список керівників держав 242 року
В даній статті представлені керівники державних утворень. Також фрагментарно зазначені керівники нижчих рівнів. З огляду на неможливість точнішого датування певні роки володарювання наведені приблизно.
Список керівників держав 242 року — це перелік правителів країн світу 242 року.
Список керівників держав 241 року — 242 рік — Список керівників держав 243 року — Список керівників держав за роками

## Європа
- Боспорська держава — цар Інінтімей (235-240/242); Рескупорід V (240/242-276)
- Ірландія — верховний король Кормак мак Арт (226-266)
- Римська імперія
  - імператор Гордіан III (238-244)
    - консул Гай Веттій Грат Аттік Сабініан (242)
    - консул Гай Азіній Лепід Претекстат (242)
      - Нижня Британія — Ноній Філіп (242)
      - Верхня Мезія — Луцій Катій Целер (242)

## Азія
- Близький Схід
  - Велика Вірменія — цар Трдат II (217-252)
- Іберійське царство — цар Бакур I (234-249)
  - Гассаніди — Джафна I ібн Амр (220-265)
- Індія
  - Кушанська імперія — великий імператор Канішка II (227-247)
  - Західні Кшатрапи — Віаясена (239-250)
  - Чера — Іламчерал Ірумпораї (241-257)
- Китай
  - Династія Вей — імператор Цао Фан (239-254)
  - Династія У — імператор Сунь Цюань (222-252)
  - Династія Шу — імператор Лю Шань (223-263)
    - шаньюй південних хунну Лю Бао (215-260)
- Корея
  - Когурьо — тхеван (король) Тончхон (227-248)
  - Пекче — король Кой (234-286)
  - Сілла — ісагим (король) Чобун (230-247)
  - Осроена — Ману IX (216-242); Абгар X (242-244)
- Персія
  - Держава Сасанідів — Шапур I (241-270)
  - кушаншах Ардашир I (233—245)
- Сипау (Онг Паун) — Сау Со Хом Па (237-257)
- Тоба — Тоба Лівей (219-277)
- Японія — Імператриця Дзінґу (201-269)
- Ліньї — Фам Хунг (220—284)
  - Азія — Луцій Егнацій Віктор Лолліан (242-245)
  - Каппадокія — Тит Клодій Сатурнін Фід (240/241-242/243)
  - Лікія і Памфілія — Тиберій Полленій Арменій Перегрін (242-245)

## Африка
- Царство Куш — цар Терітніде (228-246)
  - Єгипет — Гней Доміцій Пріск (241-242); Аврелій Басілей (242-245)